# Jan Klas (politik)
Jan Klas (* 3. dubna 1958) je český politik, bývalý poslanec ČNR a Parlamentu ČR za Středočeský kraj a člen ODS.

## Vzdělání, profese a rodina
Vystudoval výstavbu a rozvod elektrické energie na ČVUT v Praze. Poté v letech 1983-1991 pracoval jako technik v POLDI Kladno.

## Politická kariéra
V letech 1990–1994 zasedal v zastupitelstvu a radě města Kladna. Mezi lety 1991-1992 působil jako oblastní manažer ODS. V roce 1992 byl členem České národní rady, poté od voleb 1992 nepřetržitě poslancem českého parlamentu, kde se věnoval problematice bezpečnosti a obrany. V letech 1996–1998 vykonával post místopředsedy Výboru pro obranu a bezpečnost. V letech 1996–2010 předsedal Podvýboru pro zpravodajské služby. Mezi lety 1998–2002 zastával funkci předsedy Stálé komisi pro kontrolu činnosti Bezpečnostní informační služby. V období 2006–2010 se stal předsedou Stálé komise pro kontrolu činnosti Národního bezpečnostního úřadu. V tomto funkčním období vešel ve známost hlavně tím, že často hlasoval proti své ODS spolu s Vlastimilem Tlustým. Ve volbách 2010 svůj mandát neobhajoval. K říjnu 2012 byl uváděn jako poradce premiéra Petra Nečase pro vnitřní bezpečnost.